# Hôtel du 68 rue Ampère
El hôtel du 68, rue Ampère es un hôtel particulier neogótico erigido sobre 1860 y situado en el número 68 de la rue Ampère en el 17 distrito de París, Francia. 
Está catalogado como monumento histórico desde el 13 de julio de 2007.